# Paràbola del cep veritable
El cep veritable és una paràbola donada per Jesucrist. És citada a l'Evangeli segons sant Joan. Parla de la importància per al creient de quedar lligar al « cep veritable » que simbolitza Crist, per portar « fruits en abundància » Els fruits, són la imatge de la relació entre el sarment i la planta principal per la saba que circula entre les dues, poden fer referència a molts altres passatges bíblics com el dels fruits de l'Esperit en Galata 5 versicle 22.

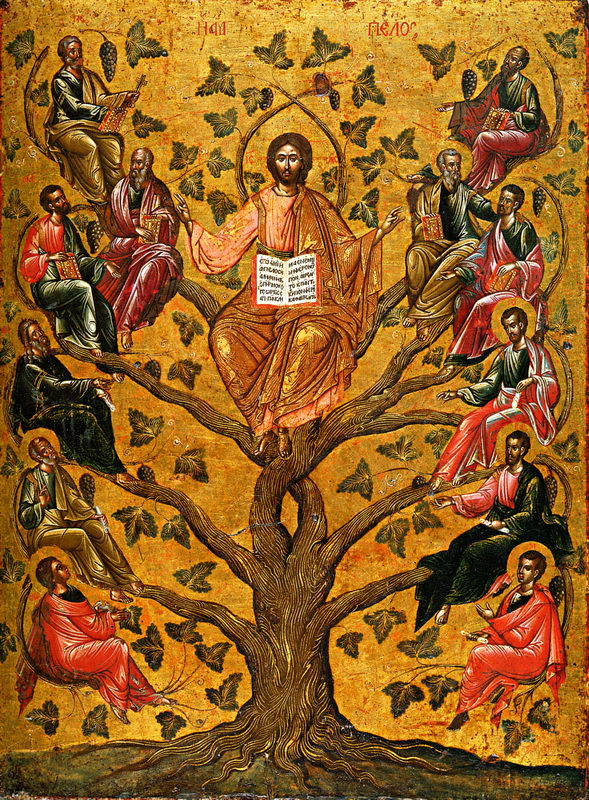
Crist cep veritable, segle XVI, icona grega

## Text
Evangeli de Jesucrist segons sant Joan, capítol 15, versicles 1 a 8 (17):
1 »Jo sóc el cep veritable i el meu Pare és el vinyater. 2 Les sarments que no donen fruit, el Pare les talla, però les que donen fruit, les neteja perquè encara en donin més. 3 Vosaltres ja sou nets gràcies al missatge que us he anunciat. 4 Estigueu en mi, i jo estaré en vosaltres. Així com les sarments, si no estan en el cep, no poden donar fruit, tampoc vosaltres no en podeu donar si no esteu en mi. 5 Jo sóc el cep i vosaltres les sarments. Aquell qui està en mi i jo en ell, dona molt de fruit, perquè sense mi no podeu fer res. 6 Si algú se separa de mi, és llençat fora i s'asseca com les sarments. Les sarments, un cop seques, les recullen i les tiren al foc, i cremen. 7 Si esteu en mi i les meves paraules resten en vosaltres, podreu demanar tot el que voldreu, i ho tindreu. 8 La glòria del meu Pare és que doneu molt de fruit i sigueu deixebles meus. 9 Tal com el Pare m'estima, també jo us estimo a vosaltres. Manteniu-vos en el meu amor. 10 Si guardeu els meus manaments, us mantindreu en el meu amor, tal com jo guardo els manaments del meu Pare i em mantinc en el seu amor.
11 »Us he dit tot això perquè la meva joia sigui també la vostra, i la vostra joia sigui completa. 12 Aquest és el meu manament: que us estimeu els uns als altres tal com jo us he estimat. 13 Ningú no té un amor més gran que el qui dona la vida pels seus amics. 14 Vosaltres sou els meus amics si feu el que jo us mano. 15 Ja no us dic servents, perquè el servent no sap què fa el seu amo. A vosaltres us he dit amics perquè us he fet conèixer tot allò que he sentit del meu Pare. 16 No m'heu escollit vosaltres a mi; sóc jo qui us he escollit a vosaltres i us he confiat la missió d'anar pertot arreu i donar fruit, i un fruit que duri per sempre. I tot allò que demanareu al Pare en nom meu, ell us ho concedirà. 17 Això us mano: que us estimeu els uns als altres.

## Interpretació
Per a sant Augustí, els sarments són a la vinya per tal de rebre d'ella el seu principi de vida. Els humans han de quedar lligats a les virtuts donades, a la paraula transmesa per Crist per tal de donar fruits sans.
Benet XVI, en un comentari, aborda l'assumpte de la llibertat i dels preceptes divins. Barrejar els dos no és incompatible. Cal escoltar Déu i ens donarà la força per crear i caminar en el nostre camí La collita espiritual serà llavors abundant.